# Dinara Kulibajewa
Dinara Nursułtanowna Kulibajewa (ur. 19 sierpnia 1967 w Temyrtau) – kazachska biznesmenka, druga z trzech córek byłego prezydenta Kazachstanu Nursułtana Nazarbajewa oraz żona miliardera Timura Kulibajewa.

## Życiorys
W 1988 roku ukończyła studia na Rosyjskim Uniwersytecie Sztuki Teatralnej, a w 1998 roku otrzymała tytuł magistra zarządzania biznesem na Kazachskim Instytucie Zarządzania, Ekonomii i Badań Strategicznych (KIMEP) w Kazachstanie. W 2007 roku obroniła doktorat, którego tematem było „Metodyczne podstawy zarządzania systemem edukacyjnym w międzynarodowych typach szkół”.
Od 1998 roku jest kierownikiem Fundacji Edukacyjnej Nursułtana Nazarbajewa, gdzie prowadzi szereg projektów edukacyjnych. Od 2001 roku zasiada w zarządzie uczelni KazUIR & WL, a od 2004 roku jest prezesem zarządu uczelni KBTU. Jest również inicjatorką utworzenia w Kazachstanie sieci prywatnych szkół „Miras” (ros. Мирас), w których nauczanie jest prowadzone w trzech językach – kazachskim, rosyjskim i angielskim.
W 2017 roku Forbes szacował majątek Dinary Kulibajewnej na 2,1 miliarda dolarów amerykańskich.

### Życie prywatne
Wraz z mężem mają trójkę dzieci: syna Ałtaja (ur. 1990) oraz córki Denise (ur. 2004) i Alicię (ur. 2010).